# Список запусков баллистических ракет в СССР в 1955 году

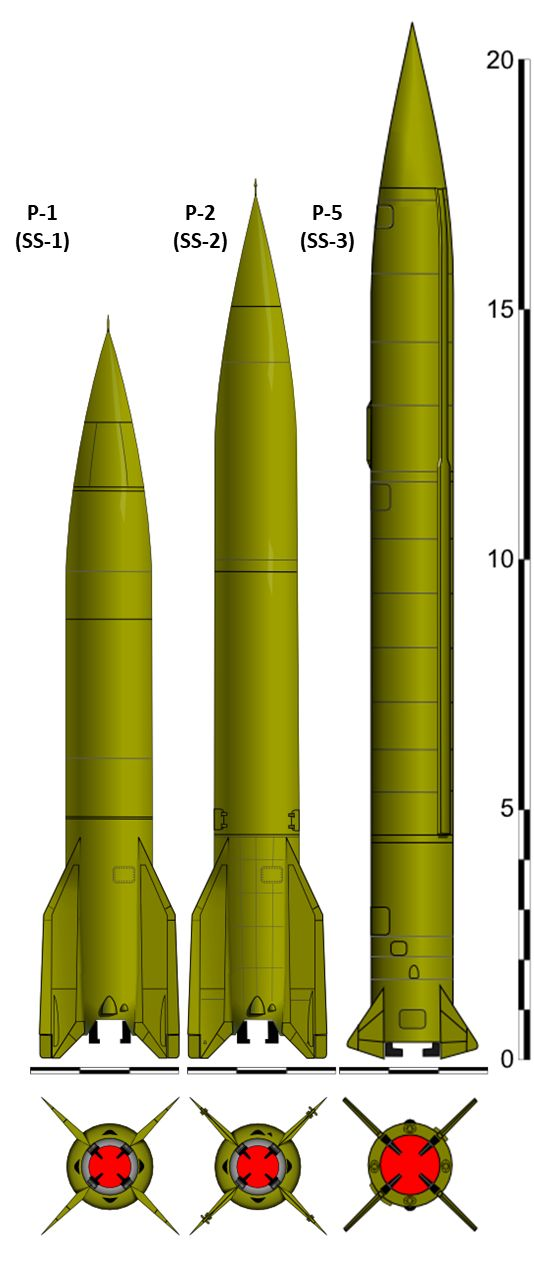
Ракеты Р-1, Р-2, Р-5

В Списке запусков баллистических ракет в СССР в 1955 году в хронологическом порядке представлены все запуски баллистических ракет, произведённые на территории СССР в 1955 году. Всего было произведено 110 запусков: 18 Р-1 (индекс ГРАУ — 8А11), 44 Р-2 (индекс ГРАУ — 8Ж38), 8 Р-5 (индекс ГРАУ — 8А62), 25 Р-5М (индекс ГРАУ — 8К51), 14 Р-11 (индекс ГРАУ — 8А61) и 1 Р-11М (индекс ГРАУ — 8К11).
Несмотря на близкое родство, ракета Р-1 не была полной копией A-4: Р-1 изготавливалась советскими специалистами с использованием технологий, приборов и оборудования на советских предприятиях. Ключевым отличием было использование советской телеметрической системы управления — 12-канальная телеметрическая система «Дон».
Р-2 стала дальнейшим развитием технологий заложенных в А-4 с добавлением идей советских конструкторов: Р-2 была больше, имела ряд конструктивных отличий, среди которых самым заметным было использование топливного бака в качестве несущего элемента конструкции. Среди эксплуатационных отличий главным было почти двукратное (до 600 км) увеличение радиуса действия ракеты значительное увеличение веса взрывчатого вещества.
Р-5, являясь продуктом эволюции V-2 (A-4), значительно превзошла по своим тактико-техническим характеристикам и заложенным инженерным решениям все предыдущие советские ракеты. Для повышения удельного импульса двигателя на ракете Р-5 был установлен специальный насадок на сопло; для снижения веса разработчики отказались от тяжёлого герметичного приборного отсека, разместив часть приборов в хвостовом отсеке, а наиболее чувствительные компоненты в межбаковом пространстве на специальных кронштейнах; автономная система управления была дополнена системой радиоуправления дальностью, боковой радиокоррекции и аварийного выключения двигателя (АВД); специальные воронкогасители в баках, уменьшили остатки неиспользуемых компонентов топлива на 100 кг. Эти и многие другие технические решения позволили увеличить максимальную дальность ракеты до 1200 км при массе головной части 1425 кг. Проект предусматривал изменение дальности полёта в диапазоне 600—1200 км, что дало возможность изменять массу боевой части в зависимости от дальность стрельбы. Запуская Р-5 на дистанцию 810—1200 км использовалась основная боевая часть. Стреляя на меньшие дистанции предлагалось размещать подвесные боевые части: на дальность 560—810 км — две, а на дальность до 560 км — четыре подвесные боевые части общей массой 3830 кг.
Р-11 была первой советской жидкостной ракетой, использующей в качестве топливной пары не «жидкий кислород + этиловый спирт», а высоко кипящие компоненты: окислитель АК-20 (20 %
четырёхокиси азота и 80 % азотной кислоты) и горючее Т-1 (керосин). Для воспламенения компонентов топлива использовался компонент ТГ-02 (50 % ксилидина и 50 % триэтиламина). Кроме этого, использовалась вытеснительная система подачи топлива. В результате, при боевой дальности аналогичной Р-1, ракета Р-11 имела массу 5850 кг (у Р-1 — 13 400 кг) и длину 10,4 метра (у Р-1 — 14,6 м). Р-11 послужила основой для создания ракеты-носителя ядерного оружия Р-11М. В ходе разработки Р-11М в основную конструкцию было внесено много изменений, направленных на повышение надёжности и безотказности ракеты-носителя.
Р-11М разрабатывалась в качестве ракеты-носителя ядерной боевой части. Главными отличиями от Р-11 были доработка двигателя с целью повышения надёжности, увеличение ресурса основных агрегатов ракеты и дублирование систем управления.
Все запуски баллистических ракет в СССР в 1955 году производились с территории 4-го государственного центрального полигона (4-й ГЦП), известного, как Капустин Яр

## Подготовка запусков
Испытательные запуски Р-5 и Р-11 производились в соответствии с Постановлением Совета Министров СССР № 442—212 от 13 февраля 1953 г. «О плане опытно-конструкторских работ по ракетам дальнего действия на 1953—1955 гг.».
В этом же Постановлении определялись типы испытаний.:
- Поверочные (пристрелочные) испытания — испытания на готовность системы к итоговым испытаниям. Данные испытания должны были проводиться министерством вооружения совместно со смежными министерствами, принимавших участие в разработке испытываемых систем.
- Итоговые (зачётные) испытания — испытания, которые проводились совместно Военным Министерством СССР и министерством вооружения. Для проведения данных испытаний Советом Министров СССР утверждалась специальная комиссия. По результатам испытаний принималось решение о принятии ракет на вооружение Советской Армии.

В соответствии с Постановлением ЦК КПСС и Совета Министров СССР № 1048-607сс от 26 мая 1955 г. «О ходе работ по использованию ракеты Р-11 для транспортировки атомного заряда (ракета Р-11М)» в 1955 году начались испытания ракеты Р-11М — ракеты-носителя с ядерной боеголовкой. Подготовка испытаний началась в августе, а первый запуск был произведён 30 декабря 1955 года. Главное управление гидрометеорологической службы при Совете министров СССР должно было обеспечить зондирование атмосферы до высот 15-18 км в рамках метеоролической поддержки испытаний. Этим же постановлением ставилась задача по разработке самоходной транспортно пусковой установки на базе самоходной артиллерийской установки.
В сентябре-декабре 1955 года планировалось провести серию запусков экспериментальных ракет Р-5Р и Р-5РД, которые должны были проводиться в рамках подготовки испытаний ракеты Р-7. Однако из-за неготовности испытуемых систем запуски провести не удалось.

## Список
Каждый запуск баллистической ракеты, произведённый в СССР в 1955 году, был зафиксирован в «Книге учёта пуска ракет за 1947—1962 гг. Архив Военно-научного комитета РВСН». В данном списке не представлены запуски трёх Р-1Е — геофизическая ракета, созданная на основе баллистической ракеты Р-1, которая формально не считалась баллистической.
Кроме указанных в списке запусков баллистических ракет, в 1955 году производились запуски ракеты Р-11ФМ — морской версии Р-11. Запуски производились со специального качающегося стенда СМ-49 (4-й ГЦП). 16 сентября 1955 года в 17:32 с борта БРПЛ Б-67 проекта В611 произведен первый пуск ракеты Р-11ФМ с борта подводной лодки, которая находилась в акватории Белого моря. Эти запуски не были отражены в «Книге учёта пуска ракет за 1947—1962 гг. Архив Военно-научного комитета РВСН» так как относились к Военно-морскому флоту СССР.
| Цветовая легенда  |
| ----------------- |
| Нормальный запуск |
| Аварийный запуск  |

| № пп | Тип ракеты | Дата испытания   | Номер изделия     | Место запуска | Дальность плановая (км) | Отклонение по дальности (км) «-» недолёт, «+» перелёт | Отклонение от оси запуска (км) «Л» влево, «П» вправо | Результат запуска | Примечания                                           |
| ---- | ---------- | ---------------- | ----------------- | ------------- | ----------------------- | ----------------------------------------------------- | ---------------------------------------------------- | ----------------- | ---------------------------------------------------- |
| 1    | Р-2        | 2 января 1955    | 409               | 4-й ГЦП       | 530                     | +1,731                                                | Л 1,794                                              | Норма             | Испытания по проекту «Генератор-2»                   |
| 2    | Р-5        | 6 января 1955    | К3-13             | 4-й ГЦП       | 1191,4                  | -2,227                                                | Л 0,851                                              | Норма             | Зачётные испытания                                   |
| 3    | Р-5        | 8 января 1955    | К3-12             | 4-й ГЦП       | 1191,4                  | -3,897                                                | Л 1,66                                               | Норма             | Зачётные испытания                                   |
| 4    | Р-11       | 12 января 1955   | К3-3              | 4-й ГЦП       | 270                     | -1,357                                                | Л 0,68                                               | Норма             | Пристрелочные испытания                              |
| 5    | Р-11       | 14 января 1955   | К3-4              | 4-й ГЦП       | 270                     | +4,284                                                | Л 1,367                                              | Норма             | Пристрелочные испытания                              |
| 6    | Р-2        | 15 января 1955   | 408               | 4-й ГЦП       | 530                     | +5,946                                                | Л 1,715                                              | Норма             | Испытания по проекту «Генератор-2»                   |
| 7    | Р-5        | 17 января 1955   | К3-14             | 4-й ГЦП       | 1191,4                  | -6,123                                                | Л 0,722                                              | Норма             | Зачётные испытания                                   |
| 8    | Р-5М       | 20 января 1955   | С1-2              | 4-й ГЦП       | 1163                    | -2,238                                                | П 0,73                                               | Норма             | Экспериментальный пуск                               |
| 9    | Р-11       | 21 января 1955   | К3-6              | 4-й ГЦП       | 270                     | +1,987                                                | Л 1,908                                              | Норма             | Пристрелочные испытания                              |
| 10   | Р-11       | 21 января 1955   | К3-5              | 4-й ГЦП       | 270                     | +2,683                                                | Л 1,387                                              | Норма             | Пристрелочные испытания                              |
| 11   | Р-5        | 21 января 1955   | К3-18             | 4-й ГЦП       | 1191,4                  | -0,4                                                  | П 1,062                                              | Норма             | Зачётные испытания                                   |
| 12   | Р-5        | 22 января 1955   | К3-18             | 4-й ГЦП       | 1191,4                  | 0,0                                                   | 0,0                                                  | Норма             | Зачётные испытания                                   |
| 13   | Р-5        | 25 января 1955   | К3-19             | 4-й ГЦП       | 1191,4                  |                                                       |                                                      | Авария            | Зачётные испытания                                   |
| 14   | Р-2        | 25 января 1955   | 403               | 4-й ГЦП       | 530                     | -6,209                                                | Л 3,611                                              | Норма             | Испытания по проекту «Генератор-2»                   |
| 15   | Р-1        | 28 января 1955   | 720               | 4-й ГЦП       | 270                     | +2,016                                                | П 2,109                                              | Норма             |                                                      |
| 16   | Р-11       | 28 января 1955   | К3-14             | 4-й ГЦП       | 270                     | +3,398                                                | П 4,64                                               | Норма             | Зачётные испытания                                   |
| 17   | Р-5        | 29 января 1955   | К3-20             | 4-й ГЦП       | 1191,4                  | -2,884                                                | Л 0.518                                              | Норма             | Зачётные испытания                                   |
| 18   | Р-1        | 29 января 1955   | 920               | 4-й ГЦП       | 270                     | +3,865                                                | П 4,253                                              | Норма             |                                                      |
| 19   | Р-2        | 30 января 1955   | 402               | 4-й ГЦП       | 530                     | -7,652                                                | П 0,151                                              | Норма             | Испытания по проекту «Генератор-2»                   |
| 20   | Р-5        | 1 февраля 1955   | К3-15             | 4-й ГЦП       | 1191,4                  | -3,294                                                | Л 0,535                                              | Норма             | Зачётные испытания                                   |
| 21   | Р-11       | 2 февраля 1955   | К3-10             | 4-й ГЦП       | 270                     |                                                       |                                                      | Авария            |                                                      |
| 22   | Р-1        | 3 февраля 1955   | 820               | 4-й ГЦП       | +2,28                   | П 1,506                                               |                                                      | Норма             |                                                      |
| 23   | Р-5        | 7 февраля 1955   | К3-8              | 4-й ГЦП       | 1191,4                  | +1,237                                                | Л 0,872                                              | Норма             | Зачётные испытания                                   |
| 24   | Р-1        | 7 февраля 1955   | 1020              | 4-й ГЦП       | 270                     | +3,825                                                | П 0,183                                              | Норма             |                                                      |
| 25   | Р-2        | 8 февраля 1955   | К5-20             | 4-й ГЦП       | 562                     | -1,931                                                | Л 1,149                                              | Норма             |                                                      |
| 26   | Р-2        | 8 февраля 1955   | К4-20             | 4-й ГЦП       | 556                     | +0,124                                                | Л 0,493                                              | Норма             |                                                      |
| 27   | Р-5М       | 9 февраля 1955   | С1-3              | 4-й ГЦП       | 1163                    | -1,376                                                | П 2,274                                              | Норма             | Экспериментальный пуск                               |
| 28   | Р-11       | 10 февраля 1955  | К3-9              | 4-й ГЦП       | 270                     | +0,843                                                | Л 1,211                                              | Норма             | Зачётные испытания                                   |
| 29   | Р-11       | 11 февраля 1955  | К3-8              | 4-й ГЦП       | 270                     | +1,914                                                | П 2,047                                              | Норма             | Зачётные испытания                                   |
| 30   | Р-5М       | 14 февраля 1955  | С1-4              | 4-й ГЦП       | 1163                    | -3,805                                                | П 1,032                                              | Норма             | Экспериментальный пуск                               |
| 31   | Р-11       | 15 февраля 1955  | С3-12             | 4-й ГЦП       | 55                      | -0,335                                                | Л 0,442                                              | Норма             | Зачётные испытания                                   |
| 32   | Р-11       | 17 февраля 1955  | С3-15             | 4-й ГЦП       | 55                      | +0,081                                                | П 0,67                                               | Норма             | Зачётные испытания                                   |
| 33   | Р-11       | 17 февраля 1955  | С3-7              | 4-й ГЦП       | 55                      | -0,186                                                | П 0,382                                              | Норма             | Зачётные испытания                                   |
| 34   | Р-11       | 19 февраля 1955  | С3-13             | 4-й ГЦП       | 270                     | +0,497                                                | Л 1,074                                              | Норма             | Зачётные испытания                                   |
| 35   | Р-11       | 21 февраля 1955  | С3-16             | 4-й ГЦП       | 270                     | +3,343                                                | Л 0,339                                              | Норма             | Зачётные испытания                                   |
| 36   | Р-11       | 22 февраля 1955  | С3-11             | 4-й ГЦП       | 270                     | +1,164                                                | П 0,096                                              | Норма             | Зачётные испытания                                   |
| 37   | Р-2        | 25 февраля 1955  | К7-20             | 4-й ГЦП       | 556                     | -0,028                                                | Л 0,329                                              | Норма             |                                                      |
| 38   | Р-2        | 28 февраля 1955  | К8-20             | 4-й ГЦП       | 551                     | -82,026                                               | П 9,01                                               | Норма             |                                                      |
| 39   | Р-2        | 1 марта 1955     | К6-20             | 4-й ГЦП       | 562                     | -531,7                                                | Л 1,46                                               | Авария            |                                                      |
| 40   | Р-2        | 2 марта 1955     | К3-5Д             | 4-й ГЦП       | 270                     | -28,645                                               | Л 0,681                                              | Норма             | Экспериментальный пуск с утяжелённой головной частью |
| 41   | Р-2        | 21 марта 1955    | К0-10             | 4-й ГЦП       | 270                     | -1,137                                                | Л 0,963                                              | Норма             |                                                      |
| 42   | Р-2        | 4 апреля 1955    | К0-11             | 4-й ГЦП       | 270                     | -0,208                                                | Л 1,372                                              | Норма             |                                                      |
| 43   | Р-1        | 8 апреля 1955    | 410 (1953 года)   | 4-й ГЦП       | 270                     | +3,943                                                | Л 0,943                                              | Норма             | Повторно из партии № 4 1953 года                     |
| 44   | Р-1        | 9 апреля 1955    | 1811 (1953 года)  | 4-й ГЦП       | 270                     | -3,51                                                 | П 3,115                                              | Норма             | Повторно из партии № 18 1953 года                    |
| 45   | Р-1        | 12 апреля 1955   | 405 (1954 года)   | 4-й ГЦП       | 270                     | +2,050                                                | Л 2,567                                              | Норма             | Повторно из партии № 4 1954 года                     |
| 46   | Р-1        | 15 апреля 1955   | 215 (1953 года)   | 4-й ГЦП       | 270                     | -1,487                                                | Л 1,761                                              | Норма             | Повторно из партии № 2 1953 года                     |
| 47   | Р-5М       | 29 апреля 1955   | С1-5              | 4-й ГЦП       | 1163                    | -356,04                                               | Л 1,607                                              | Авария            | Экспериментальный пуск                               |
| 48   | Р-2        | 18 мая 1955      | С1-20 ТАД         | 4-й ГЦП       | 555                     | -3,715                                                | П 0,214                                              | Норма             |                                                      |
| 49   | Р-2        | 20 мая 1955      | С2-20 ТАД         | 4-й ГЦП       | 555                     | -0,877                                                | П 0,462                                              | Норма             |                                                      |
| 50   | Р-5М       | 20 мая 1955      | С1-6              | 4-й ГЦП       | 1163                    | -4,828                                                | П 1,809                                              | Норма             | Экспериментальный пуск                               |
| 51   | Р-5М       | 26 мая 1955      | С1-1              | 4-й ГЦП       | 1163                    | -7,091                                                | Л 1,837                                              | Норма             | Экспериментальный пуск                               |
| 52   | Р-2        | 28 мая 1955      | К8-12             | 4-й ГЦП       | 561                     | +4,65                                                 | П 0,929                                              | Норма             |                                                      |
| 53   | Р-2        | 31 мая 1955      | К2-9              | 4-й ГЦП       | 576                     | -1,037                                                | П 0,362                                              | Норма             |                                                      |
| 54   | Р-2        | 1 июня 1955      | К6-9              | 4-й ГЦП       | 576                     | -0,889                                                | П 0,914                                              | Норма             |                                                      |
| 55   | Р-5М       | 11 июня 1955     | С1-7              | 4-й ГЦП       | 1163                    | -4,919                                                | П 0,604                                              | Норма             | Экспериментальный пуск                               |
| 56   | Р-2        | 11 июня 1955     | С5-20             | 4-й ГЦП       | 548                     | +1,419                                                | П 0,485                                              | Норма             |                                                      |
| 57   | Р-2        | 11 июня 1955     | С4-20             | 4-й ГЦП       | 548                     | -7,173                                                | Л 0,003                                              | Норма             |                                                      |
| 58   | Р-5М       | 15 июня 1955     | С1-10             | 4-й ГЦП       | 1163                    | -6,361                                                | П 2,379                                              | Норма             | Экспериментальный пуск                               |
| 59   | Р-1        | 18 июня 1955     | 318 (1953 года)   | 4-й ГЦП       | 270                     | -1,315                                                | Л 2,080                                              | Норма             | После ремонта на в/б 666                             |
| 60   | Р-2        | 20 июня 1955     | С3-20             | 4-й ГЦП       | 555                     | -4,635                                                | П 0,499                                              | Норма             |                                                      |
| 61   | Р-5М       | 22 июня 1955     | С1-9              | 4-й ГЦП       | 1163                    | -6,596                                                | П 1,394                                              | Норма             | Экспериментальный пуск                               |
| 62   | Р-5М       | 23 июня 1955     | С1-12             | 4-й ГЦП       | 1163                    | -3,996                                                | П 0,991                                              | Норма             | Экспериментальный пуск                               |
| 63   | Р-1        | 24 июня 1955     | 305 (1953 года)   | 4-й ГЦП       | 270                     | -0,642                                                | Л 0,115                                              | Норма             | После ремонта на в/б 666                             |
| 64   | Р-2        | 28 июня 1955     | С6-20             | 4-й ГЦП       | 541                     | -1,282                                                | П 0,28                                               | Норма             |                                                      |
| 65   | Р-5М       | 28 июня 1955     | С1-11             | 4-й ГЦП       | 1163                    | -11,168                                               | П 1,461                                              | Норма             | Экспериментальный пуск                               |
| 66   | Р-5М       | 30 июня 1955     | С1-8              | 4-й ГЦП       | 551,7                   | -11,168                                               | Л 0,19                                               | Норма             | Экспериментальный пуск                               |
| 67   | Р-5М       | 7 июля 1955      | С1-13             | 4-й ГЦП       | 551,7                   | -2,837                                                | П 0,724                                              | Норма             | Экспериментальный пуск                               |
| 68   | Р-5М       | 9 июля 1955      | С1-14             | 4-й ГЦП       | 1080                    | -7,196                                                | П 0,692                                              | Норма             | Экспериментальный пуск                               |
| 69   | Р-2        | 15 июля 1955     | С0-1              | 4-й ГЦП       | 200                     | -6,843                                                | Л 1,182                                              | Норма             | Экспериментальный пуск с утяжелённой головной частью |
| 70   | Р-2        | 20 июля 1955     | С0-3              | 4-й ГЦП       | 200                     | +3,66                                                 | Л 0,155                                              | Норма             | Экспериментальный пуск с утяжелённой головной частью |
| 71   | Р-1        | 25 июля 1955     | 104 (1953 года)   | 4-й ГЦП       | 55,1                    | +0,73                                                 | П 0,18                                               | Норма             | После ремонта на в/б 666                             |
| 72   | Р-1        | 26 июля 1955     | 119 (1953 года)   | 4-й ГЦП       | 55,1                    | +0,7                                                  | Л 2,5                                                | Норма             | После ремонта на в/б 666                             |
| 73   | Р-2        | 26 июля 1955     | С0-4              | 4-й ГЦП       | 280                     | -249,2                                                | П 3,459                                              | Авария            | Экспериментальный пуск с утяжелённой головной частью |
| 74   | Р-1        | 29 июля 1955     | 0427 (1951 года)  | 4-й ГЦП       | 55,1                    | +0,92                                                 | П 0,34                                               | Норма             |                                                      |
| 75   | Р-1        | 1 августа 1955   | 0430 (1951 года)  | 4-й ГЦП       | 55,1                    | +1,11                                                 | Л 0,27                                               | Норма             |                                                      |
| 76   | Р-2        | 3 августа 1955   | С7-20             | 4-й ГЦП       | 548                     | +2,727                                                | Л 0,873                                              | Норма             |                                                      |
| 77   | Р-2        | 5 августа 1955   | С0-2              | 4-й ГЦП       | 280                     | -8,855                                                | Л 0,316                                              | Норма             | Экспериментальный пуск с утяжелённой головной частью |
| 78   | Р-2        | 6 августа 1955   | 406               | 4-й ГЦП       | 540                     | -2,791                                                | Л 3,164                                              | Норма             | Испытания по проекту «Генератор-2»                   |
| 79   | Р-2        | 8 августа 1955   | С0-5              | 4-й ГЦП       | 280                     | +3,365                                                | Л 0,049                                              | Норма             | Экспериментальный пуск с утяжелённой головной частью |
| 80   | Р-5М       | 9 августа 1955   | С1-18             | 4-й ГЦП       | 1165,3                  | +2,27                                                 | П 2,091                                              | Норма             | Пристрелочные испытания                              |
| 81   | Р-5М       | 12 августа 1955  | С1-17             | 4-й ГЦП       | 1170,8                  | +3,974                                                | П 1,204                                              | Норма             | Пристрелочные испытания                              |
| 82   | Р-5М       | 16 августа 1955  | С1-16             | 4-й ГЦП       | 1165,3                  | -813                                                  | Л 3                                                  | Авария            | Пристрелочные испытания                              |
| 83   | Р-1        | 24 августа 1955  | 302 (1952 года)   | 4-й ГЦП       | 280                     | +4,370                                                | П 3                                                  | Норма             | Показ Г. К. Жукову; после ремонта на в/б 666         |
| 84   | Р-2        | 24 августа 1955  | C0-8              | 4-й ГЦП       | 280                     | +8,585                                                | Л 0,32                                               | Норма             | Экспериментальный пуск с утяжелённой головной частью |
| 85   | Р-1        | 25 августа 1955  | 0315 (1952 года)  | 4-й ГЦП       | 55,1                    | +1,01                                                 | Л 5,99                                               | Норма             |                                                      |
| 86   | Р-2        | 27 августа 1955  | С0-7              | 4-й ГЦП       | 553,7                   | -2,452                                                | П 0,026                                              | Норма             | Экспериментальный пуск с утяжелённой головной частью |
| 87   | Р-2        | 30 августа 1955  | С8-20             | 4-й ГЦП       | 555                     | -0,49                                                 | Л 0,578                                              | Норма             |                                                      |
| 88   | Р-2        | 31 августа 1955  | С9-20             | 4-й ГЦП       | 548                     | -0,075                                                | П 0,019                                              | Норма             |                                                      |
| 89   | Р-5М       | 19 сентября 1955 | С1-20             | 4-й ГЦП       | 1165,3                  | +4,965                                                | П 1,275                                              | Норма             | Пристрелочные испытания                              |
| 90   | Р-5М       | 23 сентября 1955 | С1-19             | 4-й ГЦП       | 1171,2                  | +3,156                                                | Л 1,01                                               | Норма             | Пристрелочные испытания                              |
| 91   | Р-5М       | 27 сентября 1955 | С1-24             | 4-й ГЦП       | 1190                    | +2,709                                                | Л 0,374                                              | Норма             | Пристрелочные испытания                              |
| 92   | Р-2        | 29 сентября 1955 | С11-20            | 4-й ГЦП       | 569                     | -5,915                                                | П 0,106                                              | Норма             |                                                      |
| 93   | Р-5М       | 1 октября 1955   | С1-25             | 4-й ГЦП       | 1190                    | +14,296                                               | П 0,146                                              | Норма             |                                                      |
| 94   | Р-2        | 1 октября 1955   | С10-20            | 4-й ГЦП       | 561                     | -0,762                                                | Л 0,326                                              | Норма             |                                                      |
| 95   | Р-1        | 5 октября 1955   | К1-17 (1952 года) | 4-й ГЦП       | 149                     | -0,32                                                 | П 0,42                                               | Норма             |                                                      |
| 96   | Р-1        | 8 октября 1955   | К1-19 (1952 года) | 4-й ГЦП       | 149                     | -2,29                                                 | П 0,1                                                | Норма             |                                                      |
| 97   | Р-5М       | 31 октября 1955  | С12-20            | 4-й ГЦП       | 564                     | -5,236                                                | Л 0,1                                                | Норма             | Пристрелочные испытания                              |
| 98   | Р-5М       | 1 ноября 1955    | С1-23             | 4-й ГЦП       | 1083                    | -1,346                                                | Л 0,319                                              | Норма             | Пристрелочные испытания                              |
| 99   | Р-5М       | 4 ноября 1955    | С1-21             | 4-й ГЦП       | 1083                    | +1,67                                                 | Л 0,958                                              | Норма             | Пристрелочные испытания                              |
| 100  | Р-5М       | 19 ноября 1955   | С1-22             | 4-й ГЦП       | 1083                    | +3,048                                                | Л 0,96                                               | Норма             | Пристрелочные испытания                              |
| 101  | Р-2        | 19 ноября 1955   | С13-20            | 4-й ГЦП       | 553                     | -6,598                                                | П 2,152                                              | Норма             |                                                      |
| 102  | Р-2        | 23 ноября 1955   | С14-20            | 4-й ГЦП       | 559                     | +0,548                                                | Л 1,333                                              | Норма             |                                                      |
| 103  | Р-2        | 23 ноября 1955   | 415               | 4-й ГЦП       | 540                     | -0,173                                                | Л 2,819                                              | Норма             | Испытания по проекту «Генератор-2»                   |
| 104  | Р-2        | 16 декабря 1955  | С15-20            | 4-й ГЦП       | 548                     | -0,470                                                | Л 1,652                                              | Норма             |                                                      |
| 105  | Р-2        | 17 декабря 1955  | С16-20            | 4-й ГЦП       | 559                     | -3,342                                                | Л 1,439                                              | Норма             |                                                      |
| 106  | Р-2        | 24 декабря 1955  | С18-10            | 4-й ГЦП       | 542                     | -0,381                                                | Л 0,701                                              | Норма             |                                                      |
| 107  | Р-2        | 27 декабря 1955  | С17-20            | 4-й ГЦП       | 542                     | -3,344                                                | Л 0,402                                              | Норма             |                                                      |
| 108  | Р-2        | 28 декабря 1955  | С19-20            | 4-й ГЦП       | 542                     | -0,395                                                | Л 1,318                                              | Норма             |                                                      |
| 109  | Р-11М      | 30 декабря 1955  | С1-5              | 4-й ГЦП       | 56                      |                                                       |                                                      | Авария            | Этап 1А Лётно-конструкторских испытаний              |
| 110  | Р-2        | 30 декабря 1955  | С19-19            | 4-й ГЦП       | 538                     | +5,71                                                 | Л 1,033                                              | Норма             |                                                      |

## Итоги запусков

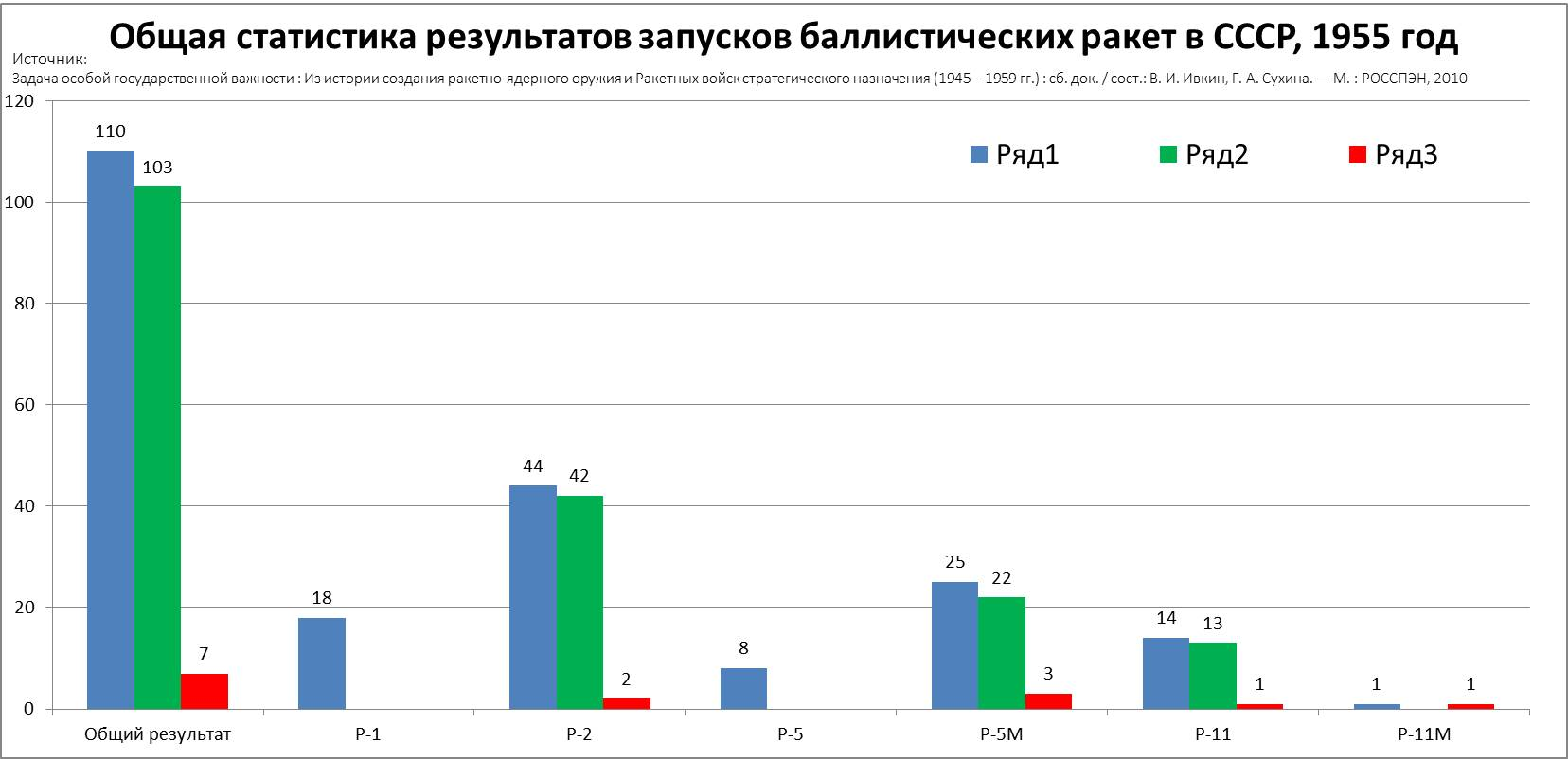
Общая статистика запусков

В рамках исследований по запуску ракет Р-2 на промежуточные дальности проводились исследования по использованию тяжёлой головной части. Запуски 1955 года подтвердили правильность заложенных идей и тяжёлые ГЧ показали заданную кучность.
16 апреля 1955 года вышло Постановление Совета Министров СССР, обозначившее окончание опытно-конструкторских испытаний Р-5
В ходе первых запусков ракеты Р-5М была обнаружена неожиданная проблема: флаттер воздушных рулей. Проблему быстро решили измененив конструкцию воздушных рулей и увеличив жёсткость кинематики привода. В Р-5М было заложено много усовершенствований, которые должны были повысить надёжность систем будущего носителя ядерного оружия. Для испытания надёжности было произведено три запуска с искусственными неисправностями: в первом испытании был отключён преобразователь одиного из каналов автомата стабилизации; во втором была разорвана цепь потенциометра обратной связи, связанного с рулевой машинкой; в третьем была отключена рулевая машинка одного из газоструйных рулей. Все искусственные неисправности были потенциально фатальными и на ракете Р-5 должны были неминуемо привести к аварии. Во время всех запусков дублирующие системы Р-5М справились с неисправностями и ракеты выполнили поставленную задачу. Среди усовершенствованний, использованных в Р-5М была новая система аварийного подрыва ракеты (АПР). При запуске 29 апреля 1955 Р-5М отклонилась более чем не 7° по углу рысканья и АПР выдала команду на прекращение полёта.
13 июля 1955 года после зачётных испытаний в январе-феврале 1955 года ракета Р-11 была принята на вооружение.
С декабря 1955 года начались лётные испытания Р-11М — модификация Р-11 для запуска со специальной боевой частью — ядерной боеголовкой.
По итогам проверки Министерством обороны СССР ГЦП-4 и запусков ракет, проведёной в августе 1955 года, большая группа военнослужащих полигона получила благодарности и ценные подарки.

## Комментарии
1. ↑  В списке указаны ракеты установленные на стартовую позицию; при отсутствии номера в источнике, в таблице номер не указывается.